# Gran Premi dels Estats Units de motociclisme
|  | Aquest article tracta sobre velocitat. Si cerqueu informació sobre motocròs, vegeu «Gran Premi dels Estats Units de Motocròs». |

El Gran Premi dels Estats Units de motociclisme fou un esdeveniment esportiu que es disputà en 20 ocasions entre el 1961 i el 2013 al Circuit de Laguna Seca (tret de les primeres edicions celebrades a Daytona), dins del calendari del Campionat del món de motociclisme. El primer esdeveniment va tenir lloc al Circuit de Daytona el 1961. Els anys 1964 i 1965 la prova fou puntuable per al Campionat del Món, i no tornà a ser-ho fins al 1988, 23 anys més tard, en què es reprengué ja des del Circuit de Laguna Seca.
Després d'alguns anys de manca de continuïtat, el GP dels EUA tornà a formar part del calendari del Campionat del Món entre el 2005 i el 2013. Com a curiositat, el GP dels Estats Units era l'únic de la temporada que constava només d'una cursa (la de la categoria màxima, MotoGP), degut principalment a la manca d'espai a boxes. Hi hagué una segona cursa puntuable als EUA, el Gran Premi d'Indianàpolis, que se celebrà del 2008 al 2015. A banda, a partir del 2013 s'hi celebra també el Gran Premi de les Amèriques.

## Noms oficials i patrocinadors
- 1965: Grand Prix of United States (sense patrocinador oficial)[1]
- 1988: The United States International Grand Prix (sense patrocinador oficial)[2]
- 1989: The Dunlop USGP[3]
- 1990: The U.S. Budweiser International Grand Prix[4]
- 1991: The Honda And Yamaha Motorcycles United States International Grand Prix[5]
- 1993: USGP (sense patrocinador oficial)[6]
- 1994: United States Motorcycle Grand Prix (sense patrocinador oficial)[7]
- 2005–2013: Red Bull U.S. Grand Prix[8]

## Circuits emprats

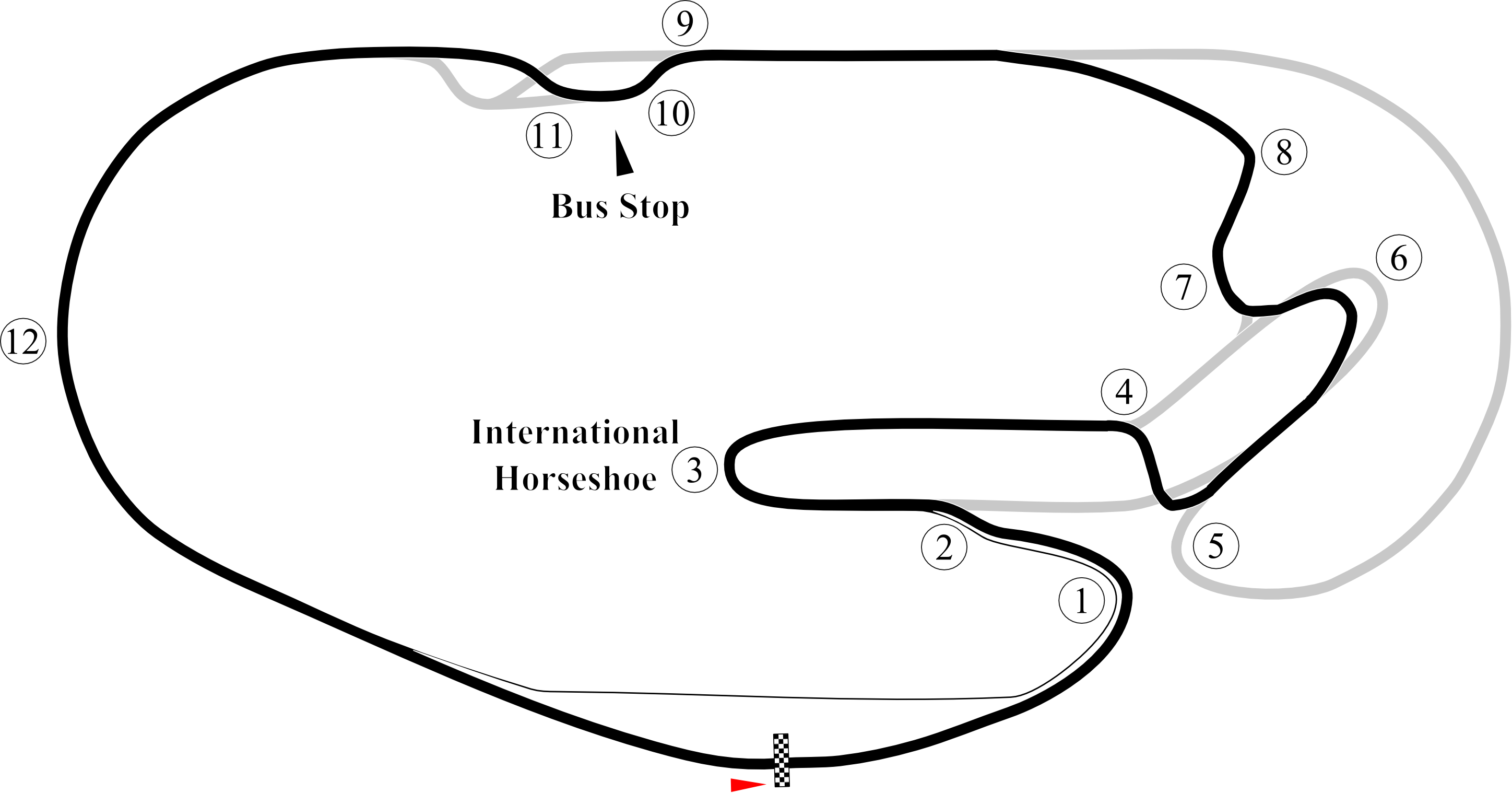
Circuit de Daytona, emprat el 1961–1965.
Circuit de Laguna Seca, emprat el 1988–1994, 2005–2013.

## Guanyadors múltiples

### Pilots
| # Victòries | Pilot         | Victòries | Victòries        |
| # Victòries | Pilot         | Categoria | Anys             |
| ----------- | ------------- | --------- | ---------------- |
| 3           | Hugh Anderson | 125cc     | 1964, 1965       |
| 3           | Hugh Anderson | 50cc      | 1964             |
| 3           | Wayne Rainey  | 500cc     | 1989, 1990, 1991 |
| 3           | John Kocinski | 500cc     | 1993             |
| 3           | John Kocinski | 250cc     | 1989, 1990       |
| 3           | Casey Stoner  | MotoGP    | 2007, 2011, 2012 |
| 2           | Mike Hailwood | 500cc     | 1964, 1965       |
| 2           | Luca Cadalora | 500cc     | 1994             |
| 2           | Luca Cadalora | 250cc     | 1991             |
| 2           | Nicky Hayden  | MotoGP    | 2005, 2006       |

### Constructors
| # Victòries | Constructor | Victòries | Victòries                          |
| # Victòries | Constructor | Categoria | Anys                               |
| ----------- | ----------- | --------- | ---------------------------------- |
| 12          | Honda       | MotoGP    | 2005, 2006, 2009, 2011, 2012, 2013 |
| 12          | Honda       | 250cc     | 1988, 1991, 1993, 1994             |
| 12          | Honda       | 125cc     | 1993, 1994                         |
| 10          | Yamaha      | MotoGP    | 2008, 2010                         |
| 10          | Yamaha      | 500cc     | 1988, 1989, 1990, 1991, 1994       |
| 10          | Yamaha      | 250cc     | 1965, 1989, 1990                   |
| 4           | Suzuki      | 125cc     | 1964, 1965                         |
| 4           | Suzuki      | 50cc      | 1964, 1965                         |
| 2           | MV Agusta   | 500cc     | 1964, 1965                         |

## Guanyadors per any

### De 2005 a 2013
| Any  | Circuit     | MotoGP          | MotoGP | Detalls |
| Any  | Circuit     | Pilot           | Moto   | Detalls |
| ---- | ----------- | --------------- | ------ | ------- |
| 2013 | Laguna Seca | Marc Márquez    | Honda  | Detalls |
| 2012 | Laguna Seca | Casey Stoner    | Honda  | Detalls |
| 2011 | Laguna Seca | Casey Stoner    | Honda  | Detalls |
| 2010 | Laguna Seca | Jorge Lorenzo   | Yamaha | Detalls |
| 2009 | Laguna Seca | Dani Pedrosa    | Honda  | Detalls |
| 2008 | Laguna Seca | Valentino Rossi | Yamaha | Detalls |
| 2007 | Laguna Seca | Casey Stoner    | Ducati | Detalls |
| 2006 | Laguna Seca | Nicky Hayden    | Honda  | Detalls |
| 2005 | Laguna Seca | Nicky Hayden    | Honda  | Detalls |

### De 1961 a 1994
| Any  | Circuit     | 125 cc            | 125 cc | 250 cc          | 250 cc | 500 cc        | 500 cc | Detalls |
| Any  | Circuit     | Pilot             | Moto   | Pilot           | Moto   | Pilot         | Moto   | Detalls |
| ---- | ----------- | ----------------- | ------ | --------------- | ------ | ------------- | ------ | ------- |
| 1994 | Laguna Seca | Takeshi Tsujimura | Honda  | Doriano Romboni | Honda  | Luca Cadalora | Yamaha | Detalls |
| 1993 | Laguna Seca | Dirk Raudies      | Honda  | Loris Capirossi | Honda  | John Kocinski | Cagiva | Detalls |
| 1991 | Laguna Seca |                   |        | Luca Cadalora   | Honda  | Wayne Rainey  | Yamaha | Detalls |
| 1990 | Laguna Seca |                   |        | John Kocinski   | Yamaha | Wayne Rainey  | Yamaha | Detalls |
| 1989 | Laguna Seca |                   |        | John Kocinski   | Yamaha | Wayne Rainey  | Yamaha | Detalls |
| 1988 | Laguna Seca |                   |        | Jim Filice      | Honda  | Eddie Lawson  | Yamaha | Detalls |

| Any  | Circuit | 50 cc               | 50 cc  | 125 cc              | 125 cc | 250 cc        | 250 cc | 500 cc              | 500 cc    | Detalls |
| Any  | Circuit | Pilot               | Moto   | Pilot               | Moto   | Pilot         | Moto   | Pilot               | Moto      | Detalls |
| ---- | ------- | ------------------- | ------ | ------------------- | ------ | ------------- | ------ | ------------------- | --------- | ------- |
| 1965 | Daytona | Ernst Degner        | Suzuki | Hugh Anderson       | Suzuki | Phil Read     | Yamaha | Mike Hailwood       | MV Agusta | Detalls |
| 1964 | Daytona | Hugh Anderson       | Suzuki | Hugh Anderson       | Suzuki | Alan Shepherd | MZ     | Mike Hailwood       | MV Agusta | Detalls |
| 1963 | Daytona | Mitsuo Itoh         | Suzuki | Ernst Degner        | Suzuki | Fumio Ito     | Yamaha | Don Vesco           | Yamaha    | Detalls |
| 1962 | Daytona | Kunimitsu Takahashi | Honda  | Kunimitsu Takahashi | Honda  | Jess Thomas   | Motobi | Kunimitsu Takahashi | Honda     | Detalls |
| 1961 | Daytona |                     |        |                     |        | Moto Kitano   | Honda  | Tony Godfrey        | Matchless | Detalls |